# 681 Gorgo
För andra betydelser, se Gorgo.
681 Gorgo eller 1909 GZ är en asteroid i huvudbältet, som upptäcktes 13 maj 1909 av den tyska astronomen August Kopff i Heidelberg. Den är uppkallad efter Gorgoner i grekisk mytologi.
Asteroiden har en diameter på ungefär 20 kilometer.